# 初潮
初潮（英語：menarche），又稱為初經，是指第一次月經。代表少女的身體經歷青春期的變化。初潮通常在乳房開始發育後一兩年出現。
初潮代表子宮內膜受到雌激素刺激而發育了，也代表從子宮到子宮頸到陰道的「通路」打開了。
初潮以及隨後的月經可能並不和排卵一起發生。但也有在初潮之前一至两週排卵的罕見例子。
東方女性發生初經的年齡約在10至16歲，不同國家的統計略有些微不同，和飲食習慣、氣候有關。
有一種很罕見的例子，是初潮出現得非常早，早於乳房發育和其他青春期發育。這種症狀稱為「月經早熟症」（Premature menarche）。診斷為此症狀前必須先排除其他造成流血的可能原因。
初潮在乳房發育後超過三年仍未出現，則稱為「原發性無月經症」（Primary amenorrhea）。原發性無月經症者，有約30%和基因異常有關，造成生殖腺機能較差或是生殖器官發育不全，在解剖學上有處女膜閉合造成無月經的狀況。
有些女性的初經發生在十八歲，但是一般認為如果在十六歲時尚未有初經，就應該請醫生進行診斷。引起初經遲到的原因可能是體重過輕或過重，這兩種原因都是因為身體內脂肪比例過低和過高，影響了卵巢的正常生理功能，造成初經遲來。除此之外，掌管內分泌的腦下垂體機能是否正常，生殖相關腺體產生腫瘤、服用藥物、精神壓力等，都會影響初經到來的時間。
初潮被大多女性共同記為青春期的重要里程碑。

### 青春期現象
- 第二性徵
- 男性：初精
- 女性：乳房初長
- 陰毛初現
- 性腺初育

## 外部連結

### 青春期資訊
- 衛生福利部國民健康署-健康九九網站-青春好漾館 （页面存档备份，存于）
- 香港特別行政區政府衛生署學生健康服務-性教育 （页面存档备份，存于）